# 卢瓦尔河畔尚托塞
卢瓦尔河畔尚托塞（法語：Champtocé-sur-Loire，法語發音：[ʃɑ̃tɔse syʁ lwaʁ] ⓘ）是法国曼恩-卢瓦尔省的一个市镇，位于该省西部，属于昂热区。

## 地理
卢瓦尔河畔尚托塞（47°24'43"N, 0°51'48"W）面积36.76 平方千米，位于法国卢瓦尔河地区大区曼恩-卢瓦尔省，该省份为法国西部内陆省份，大致对应安茹地区，北起顺时针与马耶讷省、萨尔特省、安德尔-卢瓦尔省、维埃纳省、德塞夫勒省、旺代省、大西洋卢瓦尔省和伊勒-维莱讷省接壤。
与卢瓦尔河畔尚托塞接壤的市镇（或旧市镇、城区）包括：圣奥古斯坦德布瓦、圣日耳曼德普雷、卢瓦尔河畔安格朗德勒弗雷讷、卢瓦尔河畔莫日、瓦勒代德尔欧桑斯。

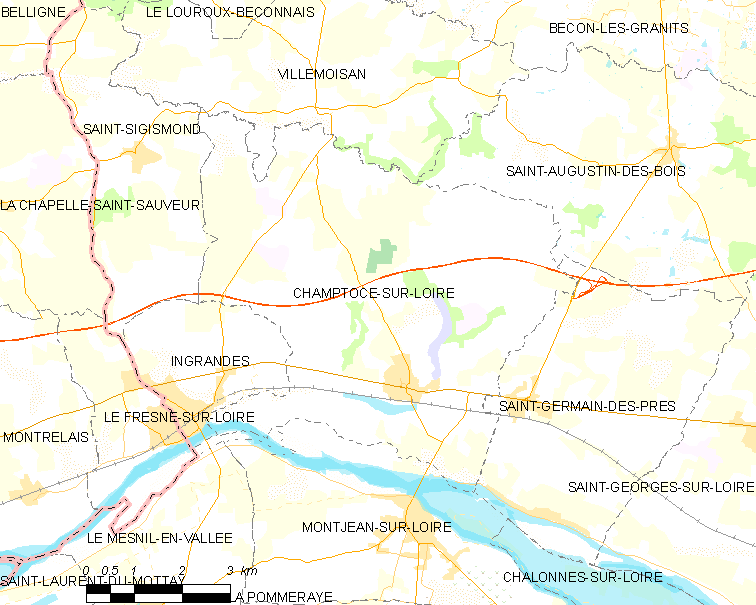
卢瓦尔河畔尚托塞的OSM定位图

卢瓦尔河畔尚托塞的时区为UTC+01:00、UTC+02:00（夏令时）。

## 行政
卢瓦尔河畔尚托塞的邮政编码为49123，INSEE市镇编码为49068。

## 政治
卢瓦尔河畔尚托塞所属的省级选区为卢瓦尔河畔沙洛讷县。

## 人口

1962-2008年间卢瓦尔河畔尚托塞人口变化图示

卢瓦尔河畔尚托塞于2022年1月1日时的人口数量为1837人。